# Luzula favratii
Luzula favratii là một loài thực vật có hoa trong họ Juncaceae. Loài này được K.Richt. mô tả khoa học đầu tiên năm 1890.